# Corus albopunctatus
Corus albopunctatus är en skalbaggsart som först beskrevs av Stefan von Breuning 1935.  Corus albopunctatus ingår i släktet Corus och familjen långhorningar.
Artens utbredningsområde är Kenya. Inga underarter finns listade i Catalogue of Life.